# Kliknięcie myszą
Kliknięcie myszą (ang. click, klik) – naciśnięcie, czyli wciśnięcie i zwolnienie przycisku myszy (jako urządzenia sterującego pracą komputera).
W większości systemów operacyjnych jednokrotne naciśnięcie:
- lewego przycisku (skr. LPM od „lewy przycisk myszy”) oznacza przeniesienie kursora lub zaznaczenie obiektu;
- prawego przycisku (skr. PPM od „prawy przycisk myszy”) otwiera menu kontekstowe, czyli listę opcji dostępnych dla wskazanego obiektu.

Dwukrotne naciśnięcie przycisku (ang. doubleclick, dwuklik) oznacza wybranie obiektu (zwykle równoważne wciśnięciu klawisza ↵ Enter). Wykonuje się je w krótkim odstępie czasu wynoszącym zazwyczaj około pół sekundy. W domyśle dwuklik wykonuje się za pomocą lewego przycisku, gdyż dwukrotnemu kliknięciu prawym przyciskiem nie jest przypisywana oddzielna funkcja. W wielu współczesnych systemach operacyjnych istnieje możliwość skonfigurowania interwału między kliknięciami myszą w dwukliku.

## Nazwy
Proponowanym w pierwszej połowie lat 90. XX w. przez Jana Bieleckiego spolszczeniem słowa click był mlask, propozycją dla słowa doubleclick był z kolei dwumlask, jednak nazwy te nie przyjęły się. Również nazwy „lewego” i „prawego” przycisku są umowne, gdyż istnieje możliwość ustalenia (co bywa pomocne dla osób leworęcznych), który z nich będzie pełnił rolę lewego, a który prawego. W tym kontekście należałoby mówić o przycisku „głównym” i „pobocznym”, jednak nazwy te nie przyjęły się szerzej.
Zwrot „kliknięcie myszą” jako jedni z pierwszych w polskiej literaturze internetowej w połowie lat 90. propagowali tłumacze „EFF'u Przewodnika po Internecie, w. 3.1” (tytuł oryginału: EFF's Guide to the Internet), poprzednio „Wielkiego Przewodnika po Internecie dla Odpornych na Wiedzę.” (Autor: Adam Gaffin, tłumaczenie: Lesław Miskow, Adam Reczek)

## Patenty
Firma Microsoft posiada patent na kliknięcie dwukrotne jako jedną z funkcji swoich systemów.